# 深山英世
深山 英世（みやま えいせい、1957年（昭和32年）11月13日 - ）は、日本の実業家。レオパレス21前代表取締役社長、現株式会社ATC代表取締役会長。レオパレス21の創業者、深山祐助の甥である。

## 略歴
長崎県壱岐市出身。長崎県立壱岐高等学校卒業。1977年（昭和52年）、大学を中退し、おじの深山祐助（現株式会社MDI代表取締役会長）の創業した株式会社ミヤマ（レオパレス21の前身）入社。不動産売買の仲介営業を始める。賃貸事業本部長、経営企画本部長、専務などを経て2009年（平成21年）12月副社長。2010年2月2日、代表取締役社長に就任した。
ビジネスジャーナル誌は、レオパレス21の界壁施工不備問題など建築基準法違反の疑いで株価が急落した点を踏まえ、深山を「“お騒がせ企業”のトップも1億円プレーヤー」と評して「役員報酬は年1億2500万円（2018年3月期）」と紹介している。

## 発言
サブリースをめぐる度重なるオーナーによる集団訴訟に関して2017年9月4日、初の試みとして帝国ホテルで深山自身による記者懇談会を実施、メディアの追及に深山は「修繕費に関してはあちら（オーナー）も経費で落としているということ。そういう契約をしていたわけだから、今さら言われても……まあ、いずれはっきりすることです」と解答した。また界壁施工不備問題を隠したままの公募増資により2019年2月の株主総会は紛糾、深山は謝罪すべきとの声に「機会があれば。私はべつに逃げてるわけじゃございませんので」と釈明した。